# Abu Muḥammad II
Vous pouvez aider à l'améliorer ou bien discuter des problèmes sur sa page de discussion.
- Certaines informations devraient être mieux reliées aux sources mentionnées dans la bibliographie ou les liens externes. Améliorez sa vérifiabilité en les associant par des références. (Marqué depuis février 2025)
- Les conventions bibliographiques ne sont pas respectées. La bibliographie et les liens externes sont à corriger. (Marqué depuis février 2025)
- Il n’est pas rédigé dans un style encyclopédique. (Marqué depuis février 2025)
- La traduction doit être revue. Le contenu est difficilement compréhensible à cause d’erreurs de traduction, peut-être dues à l’utilisation d’un logiciel de traduction automatique. (Marqué depuis février 2025)

Abu Muhammad II Abdullah, ou Abu Mu II (mort en 1540) était le vingt-cinquième souverain de Tlemcen de la dynastie des Zianides (1528 - 1540).

## Biographie
Abou Muhammad a gouverné Tlemcen pendant le déclin final de l'État, alors qu'il était sous le protectorat de l'Espagne et perdait son indépendance.
Les premières années de son règne se déroulèrent sans problèmes grâce à la protection espagnole. L'émir a rendu hommage au monarque espagnol en temps et en heure. Mais après un certain temps, les cheikhs et les marabouts commencèrent à faire pression sur Abu Muhammad, exigeant une rupture avec les chrétiens. Ils conclurent une alliance secrète avec Khayr ad-Din Barberousse, un pirate ottoman sur la côte algérienne. L'émir a eu connaissance de cette alliance, mais a décidé de la soutenir secrètement. Grâce à Barberousse, il espérait obtenir le soutien du sultan ottoman. Une fois le soutien de l'Empire ottoman assuré, Abu Muhammad annonça la rupture du serment de vassalité envers l'Espagne, qui ne répondit pas, car elle était occupée par d'autres questions importantes.
Abu Muhammad mourut en 1540 et laissa le trône à ses fils, Abu Abdullah et Abû Zayyan. Le premier d'entre eux monta sur le trône sous le nom d'Abu Abdallah VI.

## Crédit d'auteurs
- (ru) Cet article est partiellement ou en totalité issu de l’article de Wikipédia en russe intitulé « Абу Му II » (voir la liste des auteurs).